# 分解体
抽象代数学において、与えられた多項式の分解体（ぶんかいたい、英: splitting field）とは、その多項式を一次式の積に因数分解 (splitting) できるような係数体の拡大体を言う。特にそのような拡大体のうち拡大次数が最小となる最小分解体 (smallest splitting field) は多項式に対して同型を除いて一意に定まるため、最小分解体のことを指して単に分解体と呼ぶことも多い。

## 定義
体 K 上の多項式 p(X) の（最小）分解体とは、K の拡大 L であって、L において p が一次因子 X − ai ∈ L[X] の積
{\displaystyle p(X)=c\textstyle \prod \limits _{i=1}^{\deg(p)}(X-a_{i})\qquad (c\in K)}
に分解され、なおかつ L が根 ai たちによって K 上生成されるときに言う。したがって拡大体 L は、p を分解する K の拡大体の中で、拡大次数が最小のものになる。そのような分解体の存在と同型を除く一意性を証明することができる。そのような同型の取り方の自由度は、多項式 p のガロワ群と呼ばれる（p は分離的であるものとする）。

## 例
- 実数体 {\displaystyle \mathbf {R} } 上の二次式 x2 + 1 の分解体は複素数体 {\displaystyle \mathbf {C} } である。
- 有理数体 Q 上の二次式 x2 − 2 の分解体は二次体 {\displaystyle \mathbf {Q} ({\sqrt {2}})=\{\,a+b{\sqrt {2}}\mid a,b\in \mathbf {Q} \,\}} である。
- 素数 p とそのべき q = pn に対して、素体 GFp 上の多項式 xq − x の分解体は有限体 GFq である。

### 三次方程式の例
例えば、K が有理数体 {\displaystyle \mathbb {Q} } であり、
P(X) = X3 − 2
のとき、P(X) の分解体 L は 1 の原始立方根と 2 の立方根を含む。
従って、
{\displaystyle {\begin{aligned}L&=\mathbb {Q} ({\sqrt[{3}]{2}},\omega _{2})\\&=\{a+b\omega _{2}+c{\sqrt[{3}]{2}}+d{\sqrt[{3}]{2}}\,\omega _{2}+e{\sqrt[{3}]{2}}^{2}+f{\sqrt[{3}]{2}}^{2}\omega _{2}\,|\,a,b,c,d,e,f\in \mathbb {Q} \}\end{aligned}}}
であり、L は {\displaystyle K=\mathbb {Q} } の6次拡大である。ここで、
{\displaystyle {\begin{aligned}\omega _{1}&=1,\\\omega _{2}&=-{\frac {1}{2}}+{\frac {\sqrt {3}}{2}}i,\\\omega _{3}&=-{\frac {1}{2}}-{\frac {\sqrt {3}}{2}}i\end{aligned}}}
は、1 の立方根である。

### その他の例
- 標数 7 の素体 GF7 上の二次式 x2 + 1 の分解体は、位数 49 のガロア体 GF49 である。−1 は GF7 上平方根を持たないからである[1]。
- GF7 上の二次式 x2 − 1 の分解体は、GF7 である。 x2 − 1 = (x + 1)(x − 1) と GF7 で一次式の積に因数分解できるからである。

## 事実
K の拡大体 L が、K 上の多項式からなる適当な集合に対して、同時にそれら全ての多項式の（それを一次式の積に分解することができるという意味で）分解体となっているとき、L は K の正規拡大であると言う。
K を含む代数閉体 A を固定して考えるとき、拡大 A/K の中間体で K 上の多項式 p の分解体となるものがただ一つ存在し、それは p の A における根を K に全て添加して得られる体に他ならない。K が複素数体の部分体ならば分解体の存在については直ちにいえるが、一般には代数閉包の存在がこの分解体に対する結果の「ある種の極限」として証明されることもしばしばであるので、循環論法を避けるためにはこれらは独立に証明されなければならない。
K の分離拡大 K' に対し、K' のガロワ閉包 (Galois closure) L は分解体の一種で、K の K' を含む最小のガロワ拡大を言う。そのようなガロワ閉包は各元 a ∈ K' の K 上の最小多項式として得られる全ての K-係数多項式に対する最小分解体を含まなければならない。

## 分解体の構成
多項式の求根は古代ギリシアの時代より重要な問題であった。しかしいくつかの多項式、例えば X2 + 1 のようなものは実数体 R の範囲で考える限りにおいて根を持たない。そのような多項式に対する分解体の構成は、新たな体の中に多項式の根を求めることを可能にするものである。

### 構成法
F を体、p(X) は多項式環 F[X] の n-次多項式とする。多項式 p(X) の F 上の分解体を構成する一般の過程は、体の拡大の列 F = K0, K1, …, Kr−1, Kr = K で、各 Ki が p(X) の新たな根を含む Ki−1 の拡大となっているようなものを構成することである。p(X) は高々 n 個しか根を持たないのだから、この構成も高々 n 段階の拡大を想定すればよい。各 Ki に対する構成は以下のようにする:
1. p(X) を Ki 上の既約因子の積 f1(X)f2(X) … fk(X) に因数分解する。
2. そのうちの一次式でない既約因子 f(X) = fi(X) を選択する。
3. 体の拡大 Ki+1/Ki を、f(X) の根体、すなわち剰余環 Ki+1 = Ki[X]/(f(X)) として構成する。ここに、記号 (f(X)) は f(X) の生成する Ki[X] のイデアルである。
4. p(X) が完全に分解されていなければ、Ki+1 に対して上記の操作 1–3 を繰り返す。

上記の剰余環の構成に用いる既約因子 fi の取り方は任意でよいが、取り方が異なれば得られる拡大体の列は異なることに注意せよ。それにも拘らず最終的に得られる最小分解体は同型の意味で一意である。
f(X) を既約にとることで、イデアル (f(X)) は極大イデアルとなり、従って剰余環 Ki[X]/(f(X)) が実は体となることが導かれる。さらに言えば、剰余環への自然な射影 π: Ki[X] → Ki[X]/(f(X)) は
{\displaystyle f(\pi (X))=\pi (f(X))=f(X){\bmod {f}}(X)=0}
を満たすから、π(X) は f(X) の（したがって p(X) の）根になる（根体の項も参照）。
各拡大における拡大次数 [Ki+1 : Ki] は既約因子 f(X) の次数に等しいから、求める拡大の次数 [K : F] は各拡大の次数すべての積 [Kr : Kr−1] …  [K2 : K1][K1 : F] に等しく、高々 n! である。

### 根体Ki[X]/(f(X))について
上記の通り、剰余環 Ki+1 := Ki[X]/(f(X)) は f(X) が既約であるとき体を成す。この体の元は、cj ∈ Ki および α = π(X) として、
{\displaystyle c_{n-1}\alpha ^{n-1}+c_{n-2}\alpha ^{n-2}+\cdots +c_{1}\alpha +c_{0}}
なる形に表すことができる（Ki+1 を Ki 上のベクトル空間と見れば、α の冪 αj (0 ≤ j ≤ n−1) がその基底を与えるということ）。
つまり Ki+1 の各元は α の次数高々 n の多項式と看做すことができる。Ki+1 の加法は多項式の加法によって、乗法は f(X) を法とする多項式の乗法で与えられる。すなわち、g(α), h(α) ∈ Ki+1 の積 g(α)h(α) = r(α) は、Ki[X] において g(X)h(X) を f(X) で割った剰余 r(X) によって与えられる。
剰余 r(X) は多項式の長除法によって計算することができるが、もっと直接的な簡約規則によっても r(α) = g(α)h(α) を直接計算することもできる。まず f(X) は体上の多項式であるから、それが最高次係数 1 
{\displaystyle f(X)=X^{n}+b_{n-1}X^{n-1}+\cdots +b_{1}X+b_{0}}
と仮定して一般性を失わない。α が f(X) の根とすれば、
{\displaystyle \alpha ^{n}=-(b_{n-1}\alpha ^{n-1}+\cdots +b_{1}\alpha +b_{0})}
であり、積 g(α)h(α) の m ≥ n なる項 αm は
{\displaystyle \alpha ^{n}\alpha ^{m-n}=-\left(b_{n-1}\alpha ^{n-1}+\cdots +b_{1}\alpha +b_{0}\right)\alpha ^{m-n}=-\left(b_{n-1}\alpha ^{m-1}+\cdots +b_{1}\alpha ^{m-n+1}+b_{0}\alpha ^{m-n}\right)}
と簡約することができる。
- この簡約規則を用いる例として、Ki = Q[X] を有理係数多項式環として、既約多項式 f(X) = X7 − 2 をとる。g(α) = α5 + α2, h(α) = α3 + 1 を Q[X]/(X7 − 2) の二元とすれば、f(X) による簡約規則は α7 = 2 だから、g(α)h(α) = (α5 + α2)(α3 + 1) = α8 + 2 α5 + α2 = (α7) α + 2α5 + α2 = 2 α5 + α2 + 2αと計算できる。

## 注
1. ↑  すべての元の二乗を計算すればわかるが、7 は 4 を法として 1 に合同でないことからもわかる。